# Løkke bro

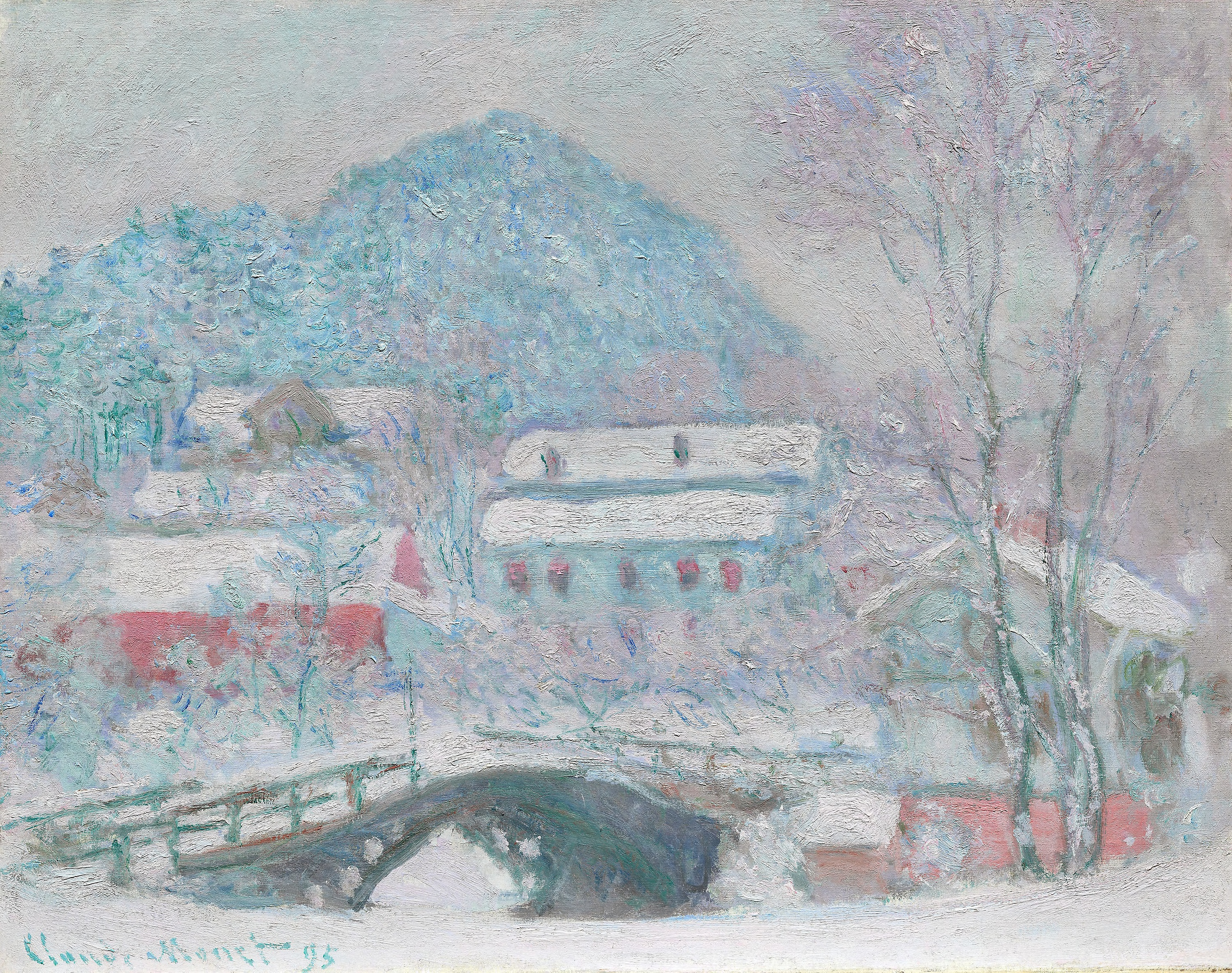
Sandvika, Norge av Claude Monet (1895, Art Institute of Chicago) skildrar Løkke bro.

Løkke bro är en gångbro av gjutjärn över Sandvikselva i Sandvika i Norge. Den byggdes år 1829 och är landets äldsta i sitt slag. Brospannet göts på Bærums Verks gjuteri. 
Løkke bro var ursprungligen en del av riksvägen mellan Sandvika och Sollihøgda och användes för biltrafik till år 1977 då den ersattes av en ny bro. Den gamla bron renoverades och flyttades uppströms. Løkke bro är k-märkt. 
Den är känd tack vare de målningar som Claude Monet utförde på sin resa i Norge år 1895. Monet målade minst sex tavlor av Sandvika och bron varav en är utställd på Art Institute of Chicago.